# Adolph Lowe
Adolph Lowe (* 4. März 1893 in Stuttgart; † 3. Juni 1995 in Wolfenbüttel; gebürtig Adolf Löwe) war ein deutscher Nationalökonom, Soziologe und Wirtschaftsphilosoph.  

## Biografie
Löwe studierte zuerst in München, dann bei Franz Oppenheimer in Berlin Soziologie und Nationalökonomie. In den 1920er Jahren war er als Anhänger des religiösen Sozialismus überzeugter Sozialdemokrat. Ab 1922 arbeitete er im Wirtschaftsministerium der Weimarer Republik. Mit seinen Arbeiten über den gegenwärtigen Stand der Konjunkturforschung (1925) wurden Löwes Ausführungen und Darstellungen zum Mittelpunkt der Konjunkturdiskussion in der Weimarer Zeit. Die Schwächen der monetären Konjunkturtheorien wurden von seinem Schüler Fritz Burchardt (1928) herausgearbeitet. Mit seinen konjunkturtheoretischen Überlegungen habilitierte sich Löwe 1926 an der Universität Kiel. Dabei war er in enger Zusammenarbeit mit Ernst Wagemann, dem Leiter des Statistischen Reichsamtes, aktiv am Aufbau des Deutschen Instituts für Wirtschaftsforschung (DIW) beteiligt, das 1925 nach dem Vorbild des 1917 in Harvard errichteten Konjunkturforschungsinstituts gegründet wurde.
1926 bis 1931 war Löwe der erste Leiter der Konjunkturabteilung des Kieler Weltwirtschaftsinstituts; Mitarbeiter waren u. a. Gerhard Colm, Hans Neisser, Jacob Marschak und Wassily Leontief. Die Arbeiten der sog. „Kieler Schule der Wachstums- und Konjunkturtheorie“ finden bis heute internationale Beachtung.
Von 1926 bis 1933 lehrte er zunächst Wirtschaftstheorie und Soziologie in Kiel und danach politische Ökonomie am Institut für Sozialforschung der Johann Wolfgang Goethe-Universität in Frankfurt am Main, wo er mit seinem Schulfreund Max Horkheimer zusammenarbeitete und auch mit Paul Tillich, Karl Mannheim, Friedrich Pollock und Theodor Adorno in Kontakt kam. Nach der Machtergreifung der Nationalsozialisten emigrierte er zunächst nach England und unterrichtete von 1933 bis 1940 (zunächst als Rockefeller-Stipendiat) an der University of Manchester u. a. Politische Philosophie, bis er dann trotz seiner Einbürgerung, jetzt als Adolph Lowe, als „feindlicher Ausländer“ vom Kriegsdienst ausgeschlossen wurde und nach New York ging.
Dort lehrte er von 1940 bis 1963 Wirtschaftswissenschaft an der New School for Social Research, an der viele andere europäische Emigranten wie Hans Staudinger, Frieda Wunderlich, Hannah Arendt, Hans Jonas, Max Wertheimer, Erich von Hornbostel, Arthur Feiler, Franco Modigliani, Hans Speier, Emil Lederer und Alfred Schütz  lehrten und arbeiteten. Im dortigen Institute of World Affairs arbeitete er an der verhaltenswissenschaftlichen Wirtschaftstheorie, die als Brücke zwischen Soziologie und Wirtschaftswissenschaft dienen kann. Bis 1978 leitete er an der New School ein Seminar. 1983 kehrte er nach Deutschland zurück, wo er 1995 im Alter von 102 Jahren starb.
Zu seinen Schülern gehören u. a. Marion Gräfin Dönhoff, Karl Schiller, Robert Heilbroner und Franco Modigliani.

## Ehrungen
- 1979 ehrte ihn die Association for Evolutionary Economics (AFEE) mit dem Veblen-Commons-Award.[2]
- 1983 machte die Universität Bremen Lowe zu ihrem ersten Ehrendoktor.[3]
- 1984 überreichte ihm Bundespräsident Richard von Weizsäcker das Große Bundesverdienstkreuz.
- 1989 erhielt er die Ehrenmitgliedschaft der Frankfurter Wirtschaftswissenschaftlichen Gesellschaft (fwwg), der Alumniorganisation des Fachbereichs Wirtschaft der Goethe-Universität, Frankfurt.

## Schriften (Auswahl)
- Arbeitslosigkeit und Kriminalität (1914)
- (zusammen mit Christian Labor): Wirtschaftliche Demobilisation (1916)
- Wie ist Konjunkturtheorie überhaupt möglich? (1926)
- Der Sinn der Weltwirtschaftskrise (In: Neue Blätter für den Sozialismus, Jg. 2 1931)
- Economics and Sociology (1935)
- The Price of Liberty (1937)
- The Universities in Transformation (1940)
- On Economic Knowledge (1965) (deutsche Ausgabe: Politische Ökonomik, 1965)
- The Path of Economic Growth (1976)
- Essays in political economics. Public control in a democratic society (1987)
- Has Freedom a Future? (1988) (deutsche Ausgabe: Hat Freiheit eine Zukunft?, 1990)